# Henrietta Wentworth (6e baronne Wentworth)
Henrietta Maria Wentworth, 6e baronne Wentworth (11 août 1660-23 avril 1686) est une pair anglaise.

## Biographie
Henrietta Maria Wentworth est la fille unique de Thomas Wentworth (5e baron Wentworth), et de son épouse, Philadelphia Carey. Elle passe ses premières années à la maison familiale, Toddington Manor, Bedfordshire. À la mort de son père en 1665, elle devient héritière présomptive de son grand-père, Thomas Wentworth (1er comte de Cleveland). À sa mort deux ans plus tard, elle hérite de la baronnie de Wentworth.
En 1680, elle est impliquée dans un scandale. Lady Wentworth devait épouser Richard Tufton, 5e comte de Thanet, mais James Scott, 1er duc de Monmouth, se propose à la place bien qu'il soit déjà marié avec Anne Scott . La mère de Lady Wentworth la ramène rapidement à Toddington, mais Monmouth la suit là-bas et emménage avec elle. Quand Monmouth est impliqué dans le complot de Rye-House pour tuer le roi Charles II (le père illégitime de Monmouth) et le frère du roi, en 1683, Lady Wentworth le rejoint en exil en Hollande et est reçue par le Guillaume III d'Orange-Nassau comme la maîtresse de Monmouth. Lorsque l'oncle de Monmouth Jacques II accède au trône d'Angleterre en 1685, le duc lance une rébellion financée en partie par les bijoux de Lady Wentworth . Après l'échec de la rébellion de courte durée, Monmouth est exécuté sur Tower Hill mais sans eucharistie finale car il a refusé de reconnaître que sa relation avec Lady Wentworth avait été un péché . Un mois après l'exécution, Lady Wentworth retourne en Angleterre.
Elle est décédée en avril 1686, à l'âge de 25 ans. Elle est enterrée à l'église de Toddington et sa mère lui érige un monument dans le transept nord. La baronnie passe à sa tante, Anne Lovelace, 7e baronne Wentworth.